# وینچنزو ناتالی
وینچنزو ناتالی (انگلیسی: Vincenzo Natali؛ زادهٔ ۶ ژانویهٔ ۱۹۶۹) کارگردان و فیلم‌نامه‌نویس اهل ایالات متحده آمریکا و کانادا است.
او بیشتر در ژانرِ فیلم‌های علمی–تخیلی فعالیت می‌کند.
از فیلم‌هایی که وی در آن‌ها نقش داشته است، می‌توان به مکعب اشاره نمود.